# Textricella nigra
Textricella nigra är en spindelart som beskrevs av Forster 1959. Textricella nigra ingår i släktet Textricella och familjen Micropholcommatidae. Inga underarter finns listade i Catalogue of Life.